# Sunnan (musikalbum)
Sunnan är ett studioalbum av folkmusikerduon Hazelius Hedin, utgivet 8 oktober 2014 på skivbolaget Amigo/Playground.

## Om albumet
Albumet är gruppens andra och föregicks av debutalbumet Om du ville människa heta (2011). Sunnan spelades in i Hedins hemby Vråka i nordöstra Småland under våren 2014 samt i Stockholm. Albumet mixades i Vråka och Stockholm och mastrades av Björn Meyer. Albumet innehåller en blandning av traditionella och nyskrivna låtar där instrumentella sånger blandas med visor. En Skandinavien-turné genomfördes i anslutning till skivan med en releasefest på Linköpings folkmusikfestival den 10 oktober 2014.
Albumtiteln Sunnan betyder "söderifrån" och åsyftar dels att Hedin och Hazelius kommer från södra Sverige, dels att många av de traditionella låtar som finns med på skivan är komponerade av spelmän därifrån.
Omslaget gjordes av Eva Karlsson och fotografierna togs av David Brohede.

## Låtlista
1. "Himlapolskan/Da Lounge Bar" – 4:35 (Johan Hedin/Annlaug Børsheim)
2. "Det hände sig en aftonstund" – 4:48 (traditionell)
3. "Donat – Boussard – Clarin" – 8:08 (traditionell)
4. "Tretton år" – 3:19 (Esbjörn Hazelius)
5. "Dominanten/Polska efter Munter-Johan" – 4:37 (Hedin/traditionell)
6. "Jungfrun och greven" – 7:19 (traditionell)
7. "Krivo polska" – 4:56 (Bernd Kraft)
8. "Lapp-Nils syster/Slottspolskan" – 5:51 (Hedin/Hazelius)
9. "Tjartegrimen" – 3:59 (musik: Hazelius, text: traditionell)
10. "Polska från Eda" – 2:40 (traditionell)
11. "Läkarekonsten" – 3:53 (traditionell)
12. "Toves polska" – 4:48 (Mats Thiger)

## Medverkande
- Esbjörn Hazelius – sång, cittern (tillverkad av Mats Nordwall), gitarrer (tillverkade av Lars Rasmussen och Martin guitars), fiol (tillverkad av Jan Larsson)
- Johan Hedin – sopran- och tenornyckelharpor (tillverkade av Lennart och Johan Hedin), oktavmandolin (tillverkad av Mats Nordwall), körsång

## Mottagande
Albumet har medelbetyget 4,5/5 på Kritiker.se, baserat på åtta recensioner. Svenska Dagbladet gav skivan betyget 5/6. Recensenten Sofia Lilly Jönsson skrev "Han (Hazelius) försöker inte ens vara samtida. I nyskrivna balladen ”Tretton år” betalas sångarjaget i ören på Skurups marknad. Ändå känns nostalgin inte irriterande. Sånger som ”Det hände sig en aftonstund” och ”Läkarekonsten” har sjungits in av många, ändå låter de självklart egna." Hon avslutade med "”Sunnan” är på intet sätt någon originell skiva. Men man kan lyssna på den om och om igen utan att bli less. Kvalitet heter det väl."
Nerikes Allehanda gav albumet högsta betyg (5/5). Recensenten Magnus Börjesson menade att skivan präglas av "intimt och skickligt samspel" och fortsatte: "allt som dessa båda begåvade musiker tar i får ett sällsamt och väldigt personligt skimmer".
Även Värmlands Folkblad delade ut sitt högsta betyg (5/5). Recensenten Björn Stefanson kallade albumet "suveränt" och skrev att gruppen "gör svindlande vacker folkmusik, storslaget sorgesam, med instrument som aldrig gnisslar utan har en varm, mjukt rundad ton."
Tidningen Barometern gav albumet 4/5 i betyg.
Dagens Nyheter, Corren och Helsingborgs Dagblad gav betyget 4/5. Musiktidskriften Lira utdelade ingen poäng, men recenserade albumet i mycket positiva ordalag. Tidskriften kallade duon för "folkmusikgiganter" och fortsatte: "De är båda instrumentalister och musiker av högsta klass och Esbjörn Hazelius spelar gitarr, cittern och fiol och är en av Sveriges få manliga folksångare. På sin mjuka skånska blir hans röst som en varsam smekning på kinden. Johan Hedin hanterar olika nyckelharpor och mandolin. De är ekvilibrister och det är svårt att förklara nivån på deras spel, lite överjordiskt sådär."
Sunnan nominerades 2015 till Manifestgalans pris i kategorin "Folk".